# Delia chirisana
Delia chirisana är en tvåvingeart som beskrevs av Suh och Kae Kyoung Kwon 1986. Delia chirisana ingår i släktet Delia och familjen blomsterflugor.
Artens utbredningsområde är Sydkorea. Inga underarter finns listade i Catalogue of Life.